# Polymera zeylanica
Polymera zeylanica är en tvåvingeart som beskrevs av Alexander 1958. Polymera zeylanica ingår i släktet Polymera och familjen småharkrankar.
Artens utbredningsområde är Sri Lanka. Inga underarter finns listade i Catalogue of Life.